# Талина, Галина Валерьевна
Гали́на Вале́рьевна Та́лина (род. 20 февраля 1970; Москва, СССР) — российский историк, специалист в области истории России, истории российской государственности. Доктор исторических наук, профессор Московского педагогического государственного университета, заведующая кафедрой истории МПГУ. Автор свыше 150 научных и учебно-методических трудов.

## Биография
Галина Валерьевна Талина родилась 20 февраля 1970 года в Москве.
Окончила исторический факультет Московского государственного педагогического института им. В. И. Ленина (1992).
С 1993 года — работа в МПГУ: ассистент, ст. преподаватель (1994), доцент (1995), профессор кафедры истории (2002), зам. декана факультета социологии, экономики и права МПГУ (1995—2014), зав. кафедрой истории МПГУ (с 2013).
В 1995 году защитила в МПГУ диссертацию на соискание учёной степени кандидата исторических наук по теме «Царь Алексей Михайлович — государственный деятель России XVII века» (научный руководитель — Г. А. Леонтьева) по специальности 07.00.02 — Отечественная история.
В 2001 году защитила в МПГУ диссертацию на соискание учёной степени доктора исторических наук по теме «Государственная власть и системы регулирования социально-служебного положения представителей высшего общества России 40—80-х гг. ХVII в.» по специальности 07.00.02 — Отечественная история.
Учёное звание — доцент (1995), профессор (2005).

## Сфера научных интересов
История России, политическая и социальная история, проблемы развития государственности в период становления и развития абсолютизма, историческая биография.

## Основные учебно-методические труды
- Самодержаное царство первых Романовых. Хрестоматия / Сост. Г. В. Талина. — М., 2004. — 327 с. — ISBN 5-902168-30-9
- Талина Г. В., Введенский Р. М., Маландин В. В., Колесникова Е. А., Артамонов Г. А., Комиссаренко А. И. История России XVII—XVIII вв.: Учебник для студентов исторических специальностей педагогических университетов. — М.: Гуманитарный издательский центр «Владос», 2008. — 464 с. — ISBN 978-5-691-01588-5
- Русская социально-политическая мысль. XI—XVII вв. Хрестоматия / Сост. С. В. Перевезенцев, А. А. Ширинянц, Г. В. Талина, Д. В. Ермашов, А. С. Ермолина, В. С. Зубова. — М.: Московский государственный университет имени М. В. Ломоносова, 2011. — 728 с. — ISBN 978-5-211-06259-7

## Избранные научные труды

### Основные монографии
- Талина Г. В. Царь Алексей Михайлович: личность, мыслитель, государственный деятель. — М.: Магистр, 1996. — 144 с. — ISBN 5-88995-003-7
- Талина Г. В. Государственная власть и системы регулирования социально-служебного положения представителей высшего общества в начальный период становления абсолютизма в России (1645—1682 гг.). — М.: Прометей, 2001.
- Талина Г. В. Всея Великия и Малыя и Белыя России самодержавие. — М.: Прометей, 2005. — 371 с. — ISBN 5-7042-1624-2
- Талина Г. В. Выбор пути: Русское самодержавие второй половины XVII — первой четверти XVIII века. — М.: Русскій Міръ, 2010. — 448 с. — ISBN 978-5-89577-155-6
- Талина Г. В. Наместники и наместничества в конце XVI—XVIII вв. — М.: Прометей, 2012. — 230 с. — ISBN 978-5-7042-2305-4

### Статья в энциклопедии
- Талина Г. В. Алексей Михайлович // Москва: Энциклопедия / Гл. ред. С. О. Шмидт. — М.: Большая Российская энциклопедия, 1997. — ISBN 5-85270-277-3

### Избранные статьи
- Талина Г. В. С чего начиналась государственная служба? // Государственная служба. 1999. № 3. С. 117—123.
- Талина Г. В. Местничество // Государственная служба. 2000. № 1. С. 113—125.
- Талина Г. В. Угрешские походы царя Алексея // Роман-журнал XXI век. 2002. № 3. С. 27—33.
- Талина Г. В. Боярская дума в царствование Федора Алексеевича: попытки реформирования // Научные труды Московского педагогического государственного университета. Серия: социально-исторические науки. Сб. статей. — М.: Прометей, 2003. С. 359—367.
- Талина Г. В. Становление русского абсолютизма: пути решения проблемы // Научные труды Московского педагогического государственного университета. Социально-исторические и гуманитарные науки. Сб. статей. — М.: Прометей; МПГУ, 2007. С. 75—85.
- Талина Г. В. Московская Русь глазами эмигранта. (Приложение к публикации трудов М. В. Шахматова) // М. В. Шахматов. Исполнительная власть Московской Руси. — М.: Феория, 2009. С. 326—344.
- Талина Г. В. Теория происхождения государства и официальная идеология монархической России // Историк и его время: Воспоминания, публикации, исследования: Памяти Сергея Алексеевича Павлюченкова. — М.: Собрание, 2010. С. 142—154.
- Талина Г. В. К проблеме социальной идентичности человека Нового времени: трансформация высших социально-служебных групп в России XVII — первой четверти XVIII вв. // Групповая идентичность в истории и культуре: этнос, религия, социальный организм. Сб. научных статей. — М.: Национальный институт бизнеса, 2011. С. 30—38.
- Талина Г. В. Самодержец Московского царства: социокультурные практики создания образа // Этносоциум и межнациональная культура. 2012. № 5 (47). С. 55—64.
- Талина Г. В. Эволюция титульно-наместнической системы во второй половине XVII — начале XVIII века // Исторический журнал: Научные исследования. 2012. № 2 (8). С. 56—64.
- Талина Г. В. Титул православного самодержца Московского царства третьей четверти XVII века // Наука и школа. 2013. № 6. С. 167—172.
- Талина Г. В. Европеизация Московской Руси // Историческое образование. 2014. № 1. С. 35—59.
- Талина Г. В. Чиновная лестница Московского царства в третьей четверти XVII века // Преподаватель XXI век. 2014. Т. 2. № 1. С. 258—272.
- Талина Г. В. Утверждение династии: общественная мысль и государственная идеология о царской власти первых Романовых // Знание. Понимание. Умение. 2015. № 3. С. 195-207.
- Талина Г. В. Московская Русь от удельного княжества к царству: эволюция государственности сквозь призму представлений современников // Знание. Понимание. Умение. 2015. № 2. С. 142-151.
- Талина Г. В., Асонов Н. В. Религиозный фактор в процессе модернизации Российского государства // Власть. 2015. № 8. С. 151-154.
- Талина Г. В. Государство, церковь, образование в России второй половины XVII столетия // Ценности и смыслы. 2016. № 4 (44). С. 61-70.
- Талина Г. В., Асонов Н. В. Генезис российских представлений о власти // Власть. 2016. № 8. С. 103-111.
- Талина Г.В., Рогожин Н.М. Население России XVII столетия под ведомством приказов Московского царства // Власть. 2020. № 5. С. 215-224.
- Талина Г.В. Россия на пути к рекрутской повинности и подушному налогообложению // Locus. 2023. Т. 14. № 2. С. 26-38.
- Талина Г.В. Институт присяги и трансформации власти в XVII в.// Власть. 2024. № 6. С. 272-279.

## Избранные выступления в СМИ
- Выступление на телеканале День-TV, 24.02.2017
- Выступление на телеканале День-TV, 30.05.2017
- Выступление на телеканале День-TV, 31.05.2017
- Выступление на радио «Комсомольская правда», 9.06.2017
- Выступление на телеканале День-TV, 26.06.2017